# Pfarrhof (Siegsdorf)

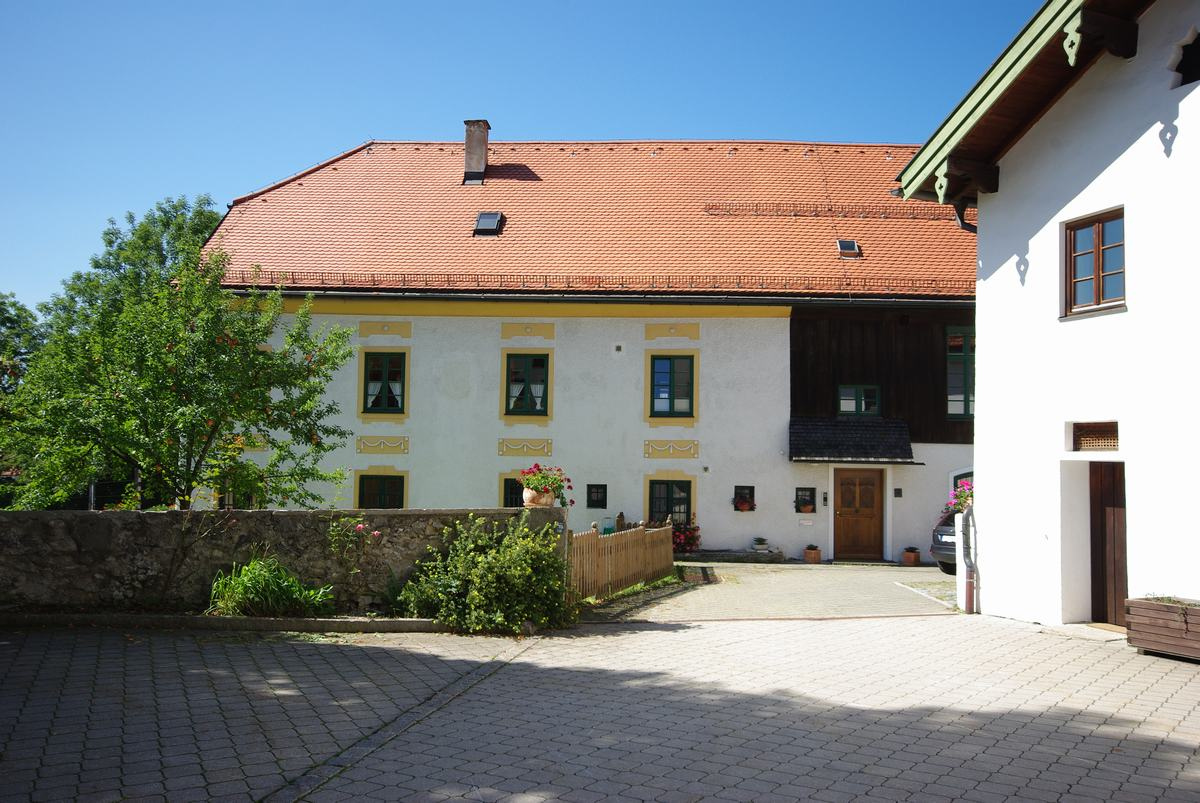
Pfarrhof in Siegsdorf

Der Pfarrhof in Siegsdorf, einer Gemeinde im oberbayerischen Landkreis Traunstein, wurde 1816 errichtet. Der Pfarrhof am Kardinal-von-Faulhaber-Platz 9 ist ein geschütztes Baudenkmal.
Das Pfarrhaus ist ein zweigeschossiger Putzbau mit Halbwalmdach. 
Westlich des Pfarrhauses, unterhalb im Pfarrgarten, befindet sich das sogenannte Kooperatorhäusl. Der erdgeschossige Walmdachbau wurde im ersten Drittel des 19. Jahrhunderts errichtet. 
Der zur Gesamtanlage gehörige Pfarrstadel wurde 1974 abgebrochen.